# Esterilização
Esterilização é qualquer um dos vários métodos médicos de controle de natalidade que intencionalmente deixa uma pessoa incapaz de se reproduzir. Os métodos de esterilização incluem cirúrgicos e não cirúrgicos e existem para homens e mulheres. Os procedimentos de esterilização devem ser permanentes; a reversão é geralmente difícil ou impossível.
Existem várias maneiras de fazer a esterilização, mas as duas mais usadas são a laqueadura de trompas para mulheres e a vasectomia para homens. Existem muitas maneiras diferentes de realizar a esterilização tubária. É extremamente eficaz e nos Estados Unidos as complicações cirúrgicas são baixas. Com isso dito, a esterilização tubária ainda é um método que envolve cirurgia, então ainda há perigo. As mulheres que optaram pela esterilização tubária podem ter um risco maior de efeitos colaterais graves, mais do que um homem com vasectomia. Gravidezes após uma esterilização tubária ainda podem ocorrer, mesmo muitos anos após o procedimento. Não é muito provável, mas se acontecer existe um alto risco de gravidez ectópica. As estatísticas confirmam que algumas cirurgias de esterilização tubária são realizadas logo após o parto vaginal, principalmente por minilaparotomia.
Em alguns casos, a esterilização pode ser revertida, mas não em todos. Pode variar de acordo com o tipo de esterilização realizada.

## Criminalização

### Polônia
Na Polônia, a esterilização reprodutiva de homens ou mulheres foi definida como ato criminoso desde 1997 :19 e permanece assim até 5 de setembro de 2019, ao abrigo do Artigo 156 §1, que também abrange tornar alguém cego, surdo ou mudo, de a lei de 1997. :64 A lei original de 1997 punia as infrações com pena de prisão de um a dez anos e a lei atualizada de 5 de setembro de 2019 estabelece uma pena de prisão de, pelo menos, três anos. A pena de prisão é de no máximo três anos se a esterilização for involuntária, nos termos do Art. 156 §2.:64